# Cultura de Poverty Point

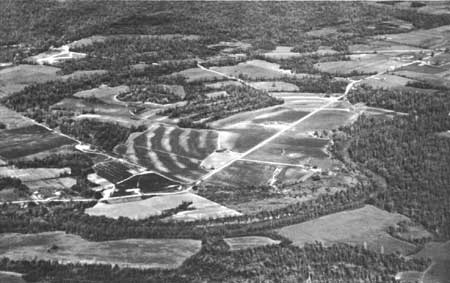
Vista aérea de Poverty Point en el estado de Luisiana, perteneciente a la denominada cultura de Poverty Point.

La cultura de Poverty Point es una cultura arqueológica, correspondiente a un grupo de indígenas norteamericanos que habitaron la región de la cuenca baja del río Misisipi, cerca de su delta y de la desembocadura, en el norte del golfo de México. 

## Historia
La cultura de Poverty Point se desarrolló de ca. 2200 a. C. al 700 d. C., durante el llamado periodo arcaico de la más amplia cultura de constructores de montículos en el este de los Estados Unidos de América. Evidencia de esta cultura específica ha sido encontrada en más de cien sitios arqueológicos, incluyendo el yacimiento de Jaketown, cercano a Belzoni, en el estado de Misisipi. El lugar más conocido de esta cultura, y el mayor en tamaño, es el ubicado en Poverty Point, a un lado de la llamada cordillera de Macon, cerca de Epps, en el estado de Luisiana.  
Se estima que la cultura de Poverty Point haya alcanzado su apogeo ca. 1500 a. C., haciendo este hecho que sea la cultura tribal más antigua de lo que hoy es el territorio de los Estados Unidos. Se extendió a lo largo de más de 160 km a lo largo del río Misisipi.
Esta cultura de Poverty Point tuvo su continuación en la llamada Cultura Tchefuncte y en aquella que tuvo su sede en el lago Cormorant durante el periodo Tchula, que fue una de las manifestaciones del Periodo silvícola. Estas descendencias culturales se diferenciaron de Poverty Point en que sus redes comerciales fueron más reducidas, en que crearon menos obras públicas y en que adoptaron de manera total a los utensilios de cerámica para almacenar y cocinar, al mismo tiempo de que no tuvieron una industria lapidaria (grabado en piedra) como sus antecesores.

## Montículos
A pesar de que los montículos en Poverty Point no son los más antiguos en los Estados Unidos, son notables por ser los más grandes y en ese sentido, sí los de mayor antigüedad. En el centro de Poverty Point hay una gran plaza construida y nivelada en un terreno de aproximadamente 15 ha. Los arqueólogos estiman que este fue un gran centro público en donde se celebraban rituales, ceremonias, juegos y otras actividades comunitarias.
Los montículos de Watson Brake, por ejemplo, también en la Luisiana sobre el río Ouachita, fueron construidos 1900 años antes. Este sería el sitio más antiguo de Norteamérica con seis grandes túmulos concéntricos separados por zanjas cuya tierra fue tomada para construir los montículos.

## Artefactos

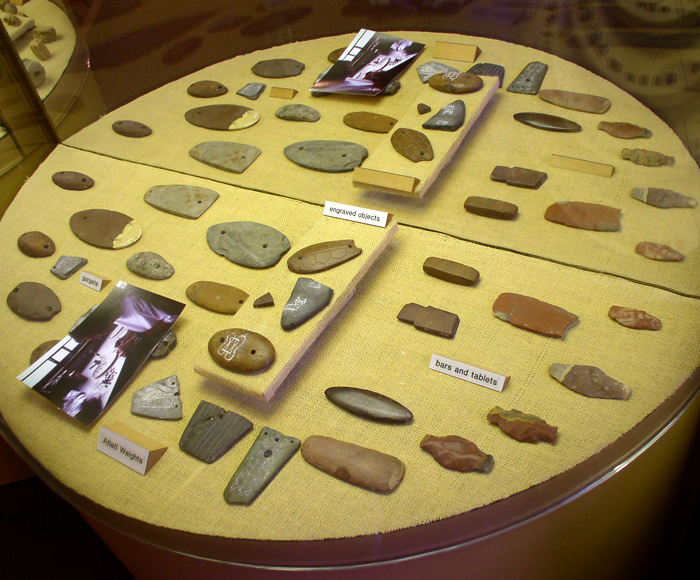
Utensilios de piedra y Átlatl de Poverty Point

Las excavaciones arqueológicas que se han conducido en Poverty Point han revelado una gama amplia de vestigios de cerámica que incluyen figurines de animales, objetos de barro para la cocina, artefactos para almacenar alimentos, vasijas de piedra, puntas de flecha, átlatl y muchos más, incluyendo las bolas para cocinar (bolas de material pétreo de diversos tamaños que se precalentaban para después, a su vez, calentar o mantener calientes los alimentos).

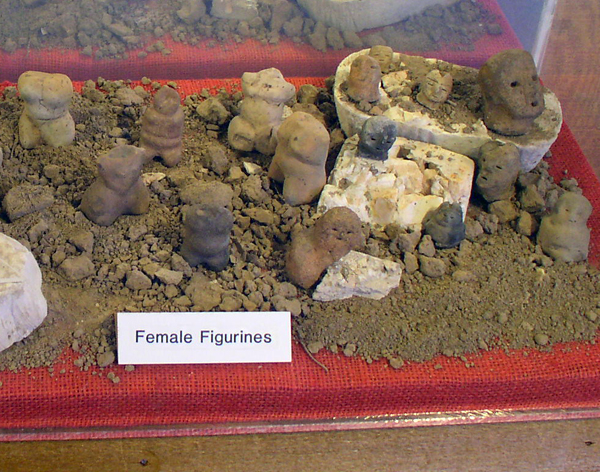
Objetos de cerámica de Poverty Point.

También se han encontrado figuras humanas que pudieron ser usadas con propósitos ceremoniales.
La cultura de Poverty Point desarrolló también una tradición de la elaboración de cuentas de alta calidad, manufacturadas de diversas piedras pulidas. Otras culturas americanas optaron por materiales más suaves, como conchas marinas o huesos para hacer sus cuentas, de ahí que las elaboradas por esta cultura resultaran pequeñas obras de arte comparativamente, ya que además les impartían a las mismas diversas formas animales que las hacían más atractivas.